# Yudit
A Yudit egy Unicode kódolást használó szövegszerkesztő, X Window System-hez. Első kiadása 1997. november 8. jelent meg. Képes a TrueType fontok megjelenítésére, valamint kézírás-felismerésre, bármiféle külső program nélkül. A szövegeket képes számtalan módon át- és újrakódolni. Működéséhez nem szükséges semmilyen külső, többnyelvű, előretelepített környezet. Menüi 31 nyelven, míg a FAQ (GYIK) 16 nyelven érhető el.
Beépített helyesírás-ellenőrzője a Hunspell.
A program fejlesztője Sinai Gáspár, egy Japánban dolgozó magyar programozó.
A program szabadon letölthető és használható (GNU General Public License - Version 2, June 1991.)